# Arquitetura da Roma Antiga
A arquitetura da Roma Antiga é um legado da civilização romana para o mundo ocidental. Embora às vezes considerada como derivada da arquitetura grega, diferenciou-se por características próprias.  Alguns autores agrupam ambos estilos designando-os por arquitetura clássica.
Alguns tipos de edifícios característicos deste estilo propagaram-se por toda a Europa, nomeadamente o aqueduto, a basílica, uma grande rede de estradas, a domus (residência), arcos do triunfo e o Panteão. Os monumentos romanos se caracterizam pela solidez; aprenderam com os etruscos o emprego do arco, assim como a abóbada ou teto curvo, que os gregos e egípcios não conheceram. Construíram também catacumbas, fontes, obeliscos, pontes e templos.
A longevidade e a extensão do Império Romano explicam o porquê de monumentos e edificações serem tão notáveis e numerosos em comparação com outras civilizações antigas. Construções importantes foram executadas na época da República e do Império. O Panteão, por exemplo, atravessou os séculos e chegou à atualidade em bom estado de conservação. O local, cujo diâmetro da planta baixa é igual à altura da cúpula, erguido para servir de morada dos deuses, representa um dos marcos da engenharia e arquitetura romanas.
As estradas construídas pelos romanos também revelam técnicas sofisticadas de construção. É o caso da Via Ápia, a mais famosa das estradas que saíam de Roma. Outro ponto de destaque da arquitetura da época são os aquedutos, exemplo da associação entre construção e funcionalidade. Eles propiciaram o abastecimento das cidades antigas com a chegada de água originária de colinas e montanhas a mais de 80 quilômetros de distância.
Algumas características da arquitetura da Roma antiga ainda hoje são usadas. Os aquedutos continuam a fornecer água para algumas vilas modernas. As abóbadas instaladas desde os tempos da Antiguidade Clássica pelos romanos ainda compõem alguns núcleos de casas. E o cimento, que começou a ser usado na época da República Romana, ainda é importante elemento de construção.

## Origens e influências
Os romanos constituíam uma sociedade em constante expansão, com grande contato com outros povos e culturas, e portanto cosmopolita. Isso fez com que a cultura romana fosse muito diversificada, sofrendo influências e incorporando as características dos locais pelos quais passava e dominava. A arquitetura de Roma seguiu esta linha, sendo influenciada principalmente pela arquitetura grega e etrusca.
A herança da Grécia deu-se através das ordens dórica e jônica - nomes  de regiões gregas onde esses estilos eram mais empregados. Essas duas ordens correspondem, de forma geral, às colunas dos templos. O dórico, usado sobretudo no exterior dos templos gregos, acabou sendo mais frequente nas colônias gregas e no sul da península Itálica (a Magna Grécia). O jônico, estrutura mais elaborada e usada em templos de devoção a divindades femininas, esteve presente em maior quantidade na costa oeste da Ásia Menor e nas ilhas do mar Egeu. Ambos os estilos, no entanto, coexistiram em alguns locais. Ainda foi usada como referência para os romanos a ordem coríntia, uma variedade do jônico, porém mais trabalhada e rebuscada.

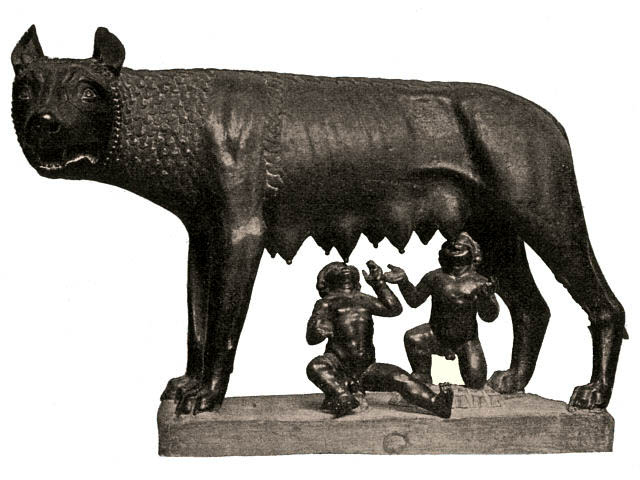
Loba amamentando Rômulo e Remo, conhecida como Lupa Capitolina

Os elementos gregos estavam muito presentes nos traços romanos, principalmente as concepções clássicas dos estilos jônico, dórico e coríntio. Contudo, esta apropriação não foi intacta. Os romanos reinventaram estes elementos, criando novas ordens, ora a partir da mistura entre características jônicas e coríntias, ora na retirada de estrias do corpo das colunas (ordem toscana), que até então compunham o estilo dórico.
Os etruscos viviam ao norte da Itália, na região que hoje chamamos de Toscana. Deste povo, os romanos herdaram o emprego do arco e da abóbada. Os templos, por exemplo, receberam influências de ambas as culturas, grega e etrusca: planta retangular, teto de duas águas, vestíbulo profundo com colunas livres e uma escada na fachada dando acesso ao pódio ou à base.
Acredita-se que os etruscos ensinaram os romanos a construírem pontes, fortificações, sistemas de drenagem e aquedutos. Muitos desses monumentos não resistiram ao tempo e, por isso, não é possível assegurar o tamanho da influência etrusca. A própria figura da loba que amamentou Rômulo e Remo, mito fundador da cidade de Roma, é provável que seja resultado de uma mitologia etrusca, confirmando uma influência não só arquitetônica dessa civilização.
A Porta Augusta de Perúgia, um portão etrusco em forma de arco, foi uma das construções que sobreviveram ao passar dos anos. A importância dela está no pioneirismo de unir o arco a uma ordem arquitetônica. Os romanos desenvolveram, posteriormente, essa aliança entre estilo de arquitetura e arcos. Das influências dos etruscos e dos gregos, emergiu uma arquitetura romana própria, que foi disseminada pelo seu território.

## Características da arquitetura romana
O Templo da Fortuna Viril, ainda em bom estado de conservação, é uma mostra de que os romanos conseguiram criar uma arquitetura particular. Ele tanto tinha características gregas, como as colunas jônicas, quanto etruscas - marcadas pelo alto pódio, o profundo pórtico e a larga cela. Os romanos construíram templos conforme as suas demandas: precisavam de santuários com interiores espaçosos porque os usavam para abrigar as imagens e também os troféus trazidos pelos exércitos. Não se tratava, portanto, de uma imitação dos templos gregos. As referências eram adaptadas de acordo com as necessidades.

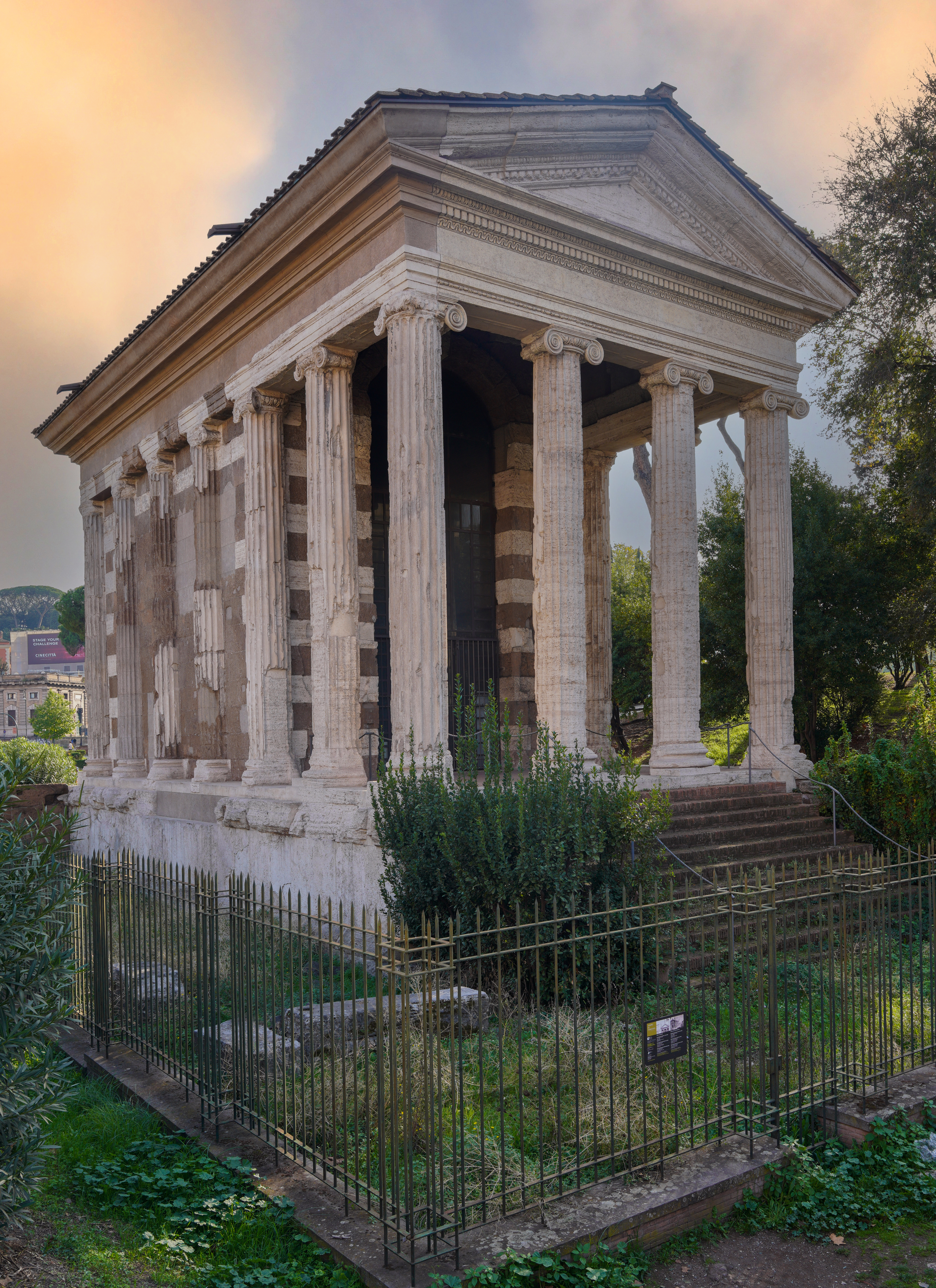
Templo da Fortuna Viril

Prova de que os romanos conseguiram imprimir suas próprias características na arquitetura é a criação das ordens toscana e compósita. A primeira tem inspiração no estilo porém mais simplificado. E a segunda busca a referência no coríntio e no jônico. O império absorveu características regionais e as fundiu em um padrão comum estabelecido pela cidade de Roma.
O processo de romanização pelo qual passaram as regiões conquistadas pelo Império Romano fez com que traços arquitetônicos similares ao da capital surgissem nas províncias. Alguns marcos espaciais urbanos como teatros, templos, arcos, estátuas e muralhas foram espalhados pelas novas áreas anexadas. Os monumentos, a arte e consequentemente a arquitetura serviram como marcos identitários dos nativos com Roma. Isso não significa dizer que as características particulares das regiões tivessem desaparecido. Na província da Britânia , usavam mais tijolos; no norte da África, o principal recurso eram as pedras.
Em termos urbanísticos, ao contrário daquilo que se tinha verificado entre os helenos, todas as cidades fundadas ou conquistadas por todo o Império Romano se coligaram para melhor difundir o espírito e a cultura de Roma. De facto, as cidades eram de tal forma importantes que apenas os que não tinham possibilidades (denominados "pagãos" – que residiam em aldeias ou pagus - ou "rústicos") viviam fora delas.
A estruturação das cidades romanas primitivas, adaptadas de outras pré-existentes ou criadas de raiz, era ortogonal, organizada em quadrícula ou retícula (baseada na que o grego Hipódamo de Mileto difundiu) e em cujo centro se situava o fórum. Um aspecto de mudança nas construções do Império Romano foi o incêndio de Roma, em 64 d.C., que durou nove dias. Após o desastre, o imperador Nero promulgou um plano de reconstrução para tornar a arquitetura mais sólida. Ele ordenou que as construções fossem feitas com concreto, e não mais com barro e madeira. O imperador também determinou a construção de pórticos ao longo das ruas para proteger as fachadas. O fogo serviu como uma mudança nos traços arquitetônicos da cidade: as ruas passaram a ser mais largas, a altura dos prédios foi limitada e o uso da madeira foi reduzido. O mesmo princípio organizacional urbanístico era aplicado nos acampamentos militares (ou "castros"), onde com uma groma se mediam os limites a partir do centro, estruturando-se a construção a partir de um eixo vertical, o cardo, e um horizontal, o decumanus.
A arquitetura para os romanos refletia uma postura sóbria e tinha um efeito mais prático do que para os gregos. Eles a utilizaram para construir estradas, criar um sistema de fornecimento de água através de aquedutos, disponibilizar banhos e lavatórios públicos e construir blocos de apartamento feitos primeiramente de madeira e depois de concreto, que chegavam a ter oito andares.
O uso do concreto aumentou as possibilidades arquitetônicas e a construção de um grande número de edificações sem a necessidade do uso de colunas. Quando estas eram utilizadas, tratava-se mais de elemento de decoração do que de sustentação. Mesmo assim, foram colocadas em templos, banhos e arenas. Quando a capital do Império Romano, por decisão de Constantino, o Grande, foi transferida para Bizâncio - que passou a chamar-se Constantinopla, a arquitetura seguiu a nova base cristã do Estado romano. Um grande número de igrejas foi construído nesse período.

## Inovações técnicas e funcionais
A arquitetura romana caracterizou-se pela forte influência dos modelos etrusco e grego, e pode ser dividida em duas fases estilísticas: primeiro o estilo pré-imperial (republicano), e posteriormente o estilo imperial. Enquanto o estilo republicano se consolidou principalmente na arquitetura, como são exemplos o Teatro de Marcelo e a Basílica Júlia, o estilo imperial se expandiu no domínio das artes.

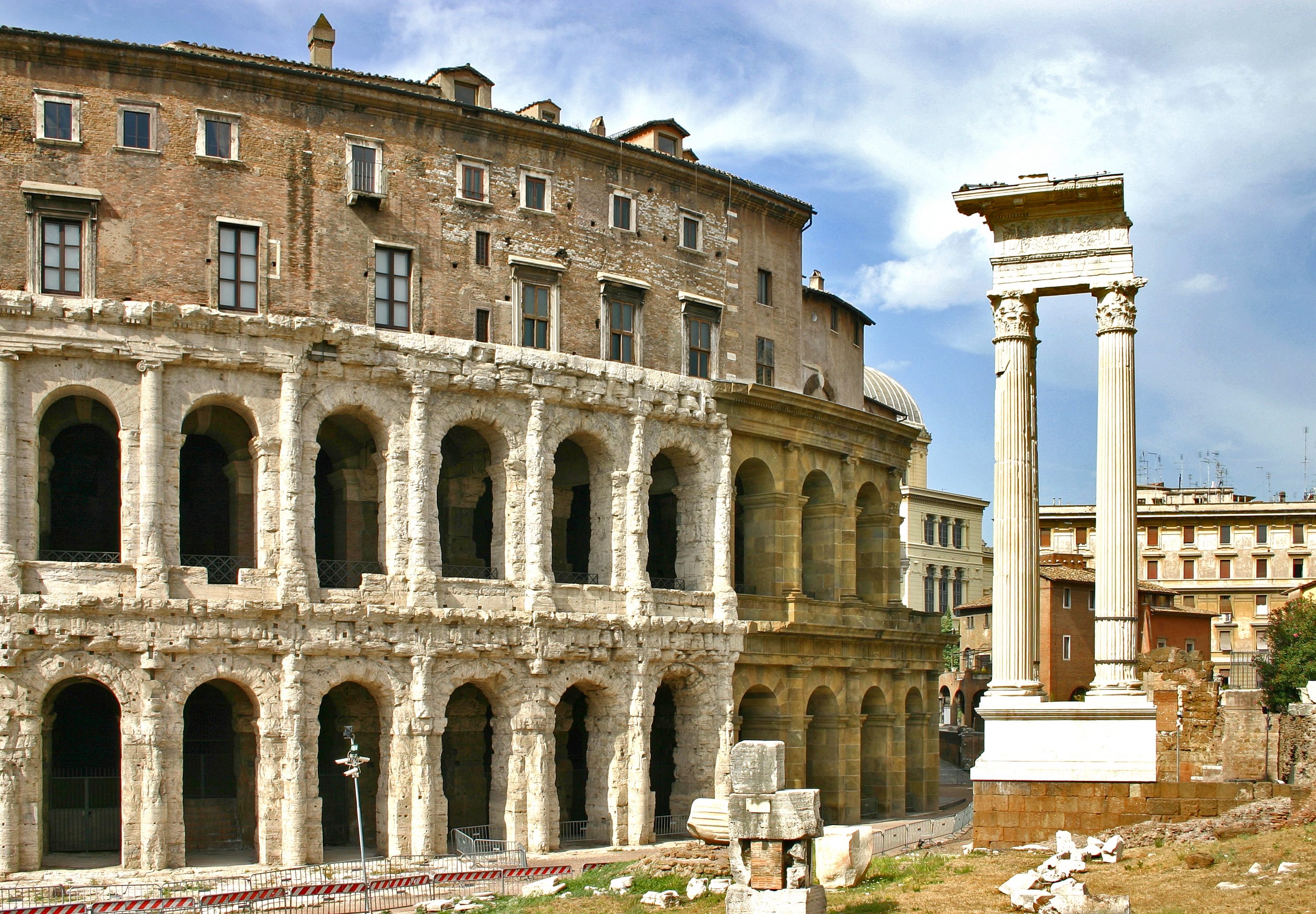
Teatro de Marcelo, Roma

Diferentemente da arquitetura grega, na romana o trabalho técnico dos engenheiros era predominante. As soluções para novos modelos de construção são mais importantes que a decoração artística, de forma que a funcionalidade sobressai. Ainda hoje temos exemplos desse traço da arquitetura romana nas ruínas de vários edifícios, pontes, aquedutos e outras obras, além das rotas que ligavam o Império Romano, como a Via Ápia (312 a.C.) e a Via Flamínia (220 a.C.).
Entre as inovações técnicas, o período republicano destacou-se pelo uso de uma espécie de cimento, composto por diferentes materiais, que permitiram um melhor desenvolvimento das construções. Além das pedras e tijolos utilizados, o cimento romano permitia a formação de uma liga na junção dos materiais, tornando as construções mais sólidas. A partir do século II a.C., os arquitetos trabalhavam com dois novos materiais de construção: o opus caementicium (cimento romano) e o latericium (ladrilho que tinha mais versatilidade que o concreto). Com combinação dos dois novos materiais era possível construir obras de enormes dimensões e ao mesmo tempo leves. Os principais materiais utilizados nas construções eram pedra cortada em blocos regulares, tijolo de concreto, alvenaria, madeira, gesso, mármore e azulejos.
Outra mudança ocorrida nas formas de construção e nos materiais utilizados foi a retomada do uso do mármore no período da República Romana. A variedade de materiais antes empregada, como a argila, o calcário e algumas pedras específicas, utilizadas pelos etruscos, cedeu lugar ao mármore, apontando a forte influência grega neste período. Também as abóbadas surgiram do projeto dos gregos, mas foram os romanos que conseguiram empregá-las nas construções, expandindo o seu uso para os espaços externos dos edifícios. Aperfeiçoando a forma, criaram as abóbadas em berço e as abóbadas de aresta, transformando-a no elemento central da sua arquitetura.
Os arcos também são considerados característicos na arquitetura romana e é nos aquedutos que o seu uso é mais perceptível. Os arcos sustentam a estrutura e transformam a construção em obra de arte, tornando harmônica a obra. O exemplo mais surpreendente de aqueduto romano ainda hoje é a Ponte do Gard perto de Nîmes, na França. Os aquedutos possibilitaram o uso mais abrangente da água, que por meio destes podia ser escoada para as cidades e locais distantes da fonte.

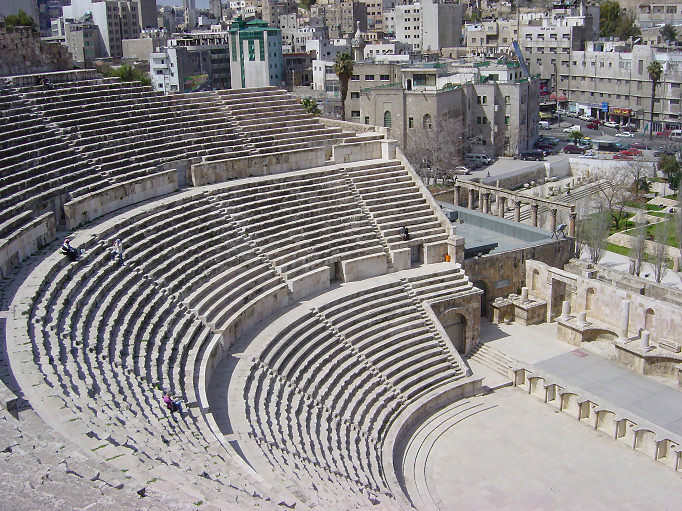
Teatro romano em Amã

As basílicas, outro exemplo da arquitetura romana, eram grandes edifícios construídos em praça pública que abrigavam diversas funções: profanas, políticas, comerciais e judiciais. Pela largura da construção, abrigavam todos os elementos arquitetônicos e artísticos da época. Em geral o espaço alongado era sustentado por colunas em arco e as laterais abrigavam abóbadas nos tetos.
Durante o período republicano outro aperfeiçoamento arquitetónico a partir do modelo grego aconteceu no teatro. Mantendo o espaço aberto utilizado pelos gregos, os romanos, no entanto, introduziram novas características. O teatro antes construído sobre uma depressão para facilitar a localização da plateia passou a ser construído em solo plano. A divisão entre a plateia e o palco é feito por uma linha reta, e constrói-se uma fachada ao fundo do palco, inovando a dimensão espacial.
Na construção dos templos, os romanos empregaram os estilos de capitel grego nos adornos das suas colunas, valorizando o estilo coríntio com folhas de acanto em favor do dórico e do jônico, menos rebuscados.

## Materiais de construção

### Pedras vulcânicas
Desde o século VI a.C., a maioria dos edifícios romanos foram construídos com blocos de pedra permitindo uma melhor durabilidade dos edifícios. Até finais do século II a.C., os romanos utilizavam principalmente o tufo vulcânico, uma pedra vulcânica local com muitas variedades cuja exploração corresponde a diferentes fases arquitetónicas. O primeiro tipo de tufo utilizado, entre os séculos VII e V a.C., é o cappellaccio, um tufo cinzento de má qualidade por ser pouco sólido e friável. Esta pedra é extraída das próprias colinas de Roma (Palatino, Capitolino e Quirinal) para as grandes obras do final da monarquia. Depois da captura de Veii e do seu território no início do século IV a.C., os romanos exploraram os tufos amarelados de Fidenae e Grotta obscura até finais do século II a.C onde a sua extração diminuiu diante de outras variedades que ofereciam melhores propriedades.
Do século  II  a.C . as antigas variedades de tufo foram substituídas por novas variedades cuja exploração continua até à atualidade, como o tufo de Monteverde , de cor castanha tendendo ao cinzento manchado com inclusões brancas, pretas e vermelhas, o tufo Anio, de cor castanha avermelhada, explorada principalmente entre a segunda metade do século  II  a.C. e  século I, e o tufo peperito denominado Lapis Albanus por ser extraído da Serra Albana, de cor azul-acinzentada. Esta última variedade já era utilizada a partir do século  IV a.C. por escultores mas só foi introduzido na arquitetura durante o século II a.C.
Os romanos também extraíram dos antigos fluxos de lava dos vulcões do monte Albani ou do vulcão Sabatini que deu origem ao Lago Bracciano uma pedra escura, o basalto, que é cortado em grandes blocos poligonais e foi utilizado para pavimentar as principais ruas e estradas das villas do Lácio.

### Tijolo romano
Os romanos faziam tijolos de argila decantados e limpos em água com adição de areia, seguindo um procedimento semelhante ao utilizado para a cerâmica. A argila assim tratada é despejada em moldes de madeira e os tijolos obtidos são secos ao sol por vários dias. Depois de secos, os tijolos eram levados ao forno a 1.000 °C . O tijolo romano é mais fino que o tijolo moderno e pode assumir formatos muito diversos: quadrado, retangular, triangular ou até circular. Os romanos começaram a utilizar o tijolo no final da República e aperfeiçoaram a técnica de fabrico do tijolo durante o século I. É utilizado indistintamente na construção de edifícios públicos e privados. Os primeiros edifícios construídos inteiramente em tijolo surgiram a partir do reinado de Cláudio, por volta de meados do século I.

## Principais construções romanas

### Termas
As termas romanas eram edifícios para banhos públicos e constituíam um ponto de encontro muito frequentado pelos romanos, principalmente no período imperial. Possuíam local separado para vestiário, piscina, banho quente, frio e com temperatura intermediária, além de locais para exercícios, jardins e até bibliotecas. Os primeiros edifícios termais datam do século I a.C. As Termas de Caracala foram inauguradas em 216 d.C. e são consideradas a maior construção do tipo.

### Teatros e anfiteatros
Esse tipo de edificação começou a aparecer no fim do período republicano, instalada preferencialmente no coração das cidades romanas. Para isso, eram construídas sobre uma estrutura de pilares e abóbadas, uma diferenciação importante dos teatros gregos, que utilizavam declives naturais. Os teatros romanos recebiam principalmente os combates entre gladiadores ou entre gladiadores e feras. O mais antigo anfiteatro conhecido é o de Pompeia (75 a.C.) e o maior e mais famoso é o Coliseu de Roma (70-80 d.C.), que tinha capacidade para pelo menos 45 mil espectadores sentados e mais cerca de 5 mil em pé.

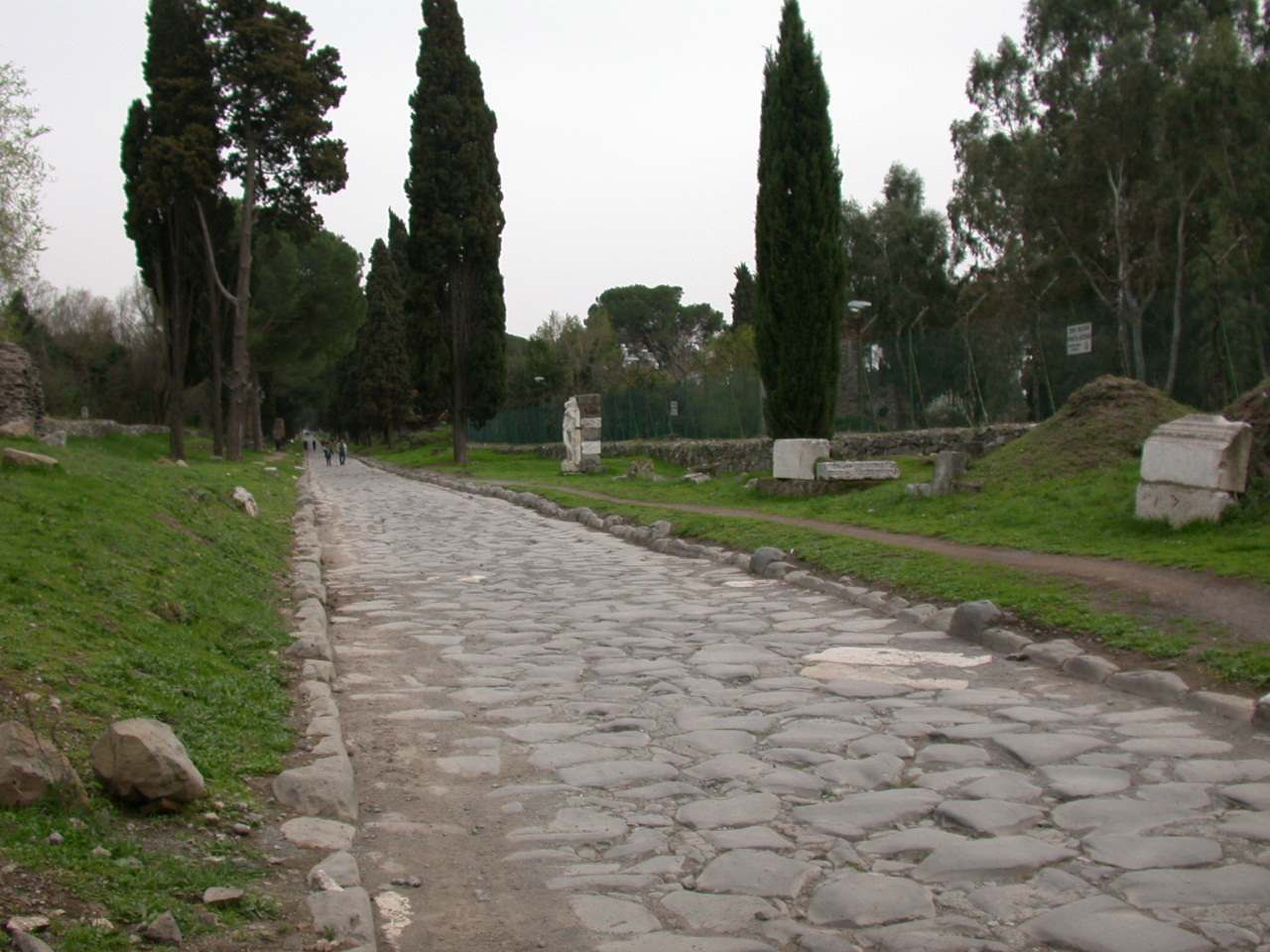
Via Ápia, em Roma

### Estradas
As estradas romanas eram um grande diferencial do império. Suas principais funções eram na esfera militar e da comunicação, no serviço de mensageiros, de cuja rapidez dependia a administração do extenso império. As estradas eram construídas com grandes pedras, com traçado retilíneo e tipicamente alisadas. A Via Ápia foi a primeira e principal estrada romana, construída em 312 a.C. para ligar Roma à cidade de Cápua.

### Aquedutos
Os romanos desenvolveram um complexo e grandioso sistema de aquedutos para abastecer as cidades com água. A cidade de Roma tinha a maior concentração de aquedutos: construídos num período de 500 anos, eram 11 ao todo, somando 416 km de extensão. Contudo, os aquedutos eram em grande parte subterrâneos — apenas 47 km eram elevados —  o que os mantinha longe de carcaças de animais, e consequentemente de doenças, e ainda evitava ataques inimigos.  Os europeus mantiveram da herança romana a arte de canalizar a água em aquedutos. Um exemplo dessa influência são os Arcos da Lapa, no Rio de Janeiro, construídos pelos portugueses.

### Templos
Os templos romanos seguiam principalmente o estilo jônico. Diferentemente dos templos gregos, eles não possuíam abertura por todos os lados e sim uma entrada com degrau e pórtico apenas na parte frontal. O Panteão é o mais importante templo da cidade de Roma e se encontra até hoje em ótimo estado de conservação. Seu domo possui 43 metros de diâmetro e 43 metros de altura, sendo o maior do mundo da sua época. Dedicado a todos os deuses romanos, o Panteão foi construído em 27 a.C. por Marco Vipsânio Agripa, e depois reconstruído em 125 d.C., graças a um incêndio que atingiu o templo. Foi preservado ao ser transformado em igreja, no século VII, e continua conhecido hoje pelo nome de Igreja de Santa Maria e Todos os Santos.

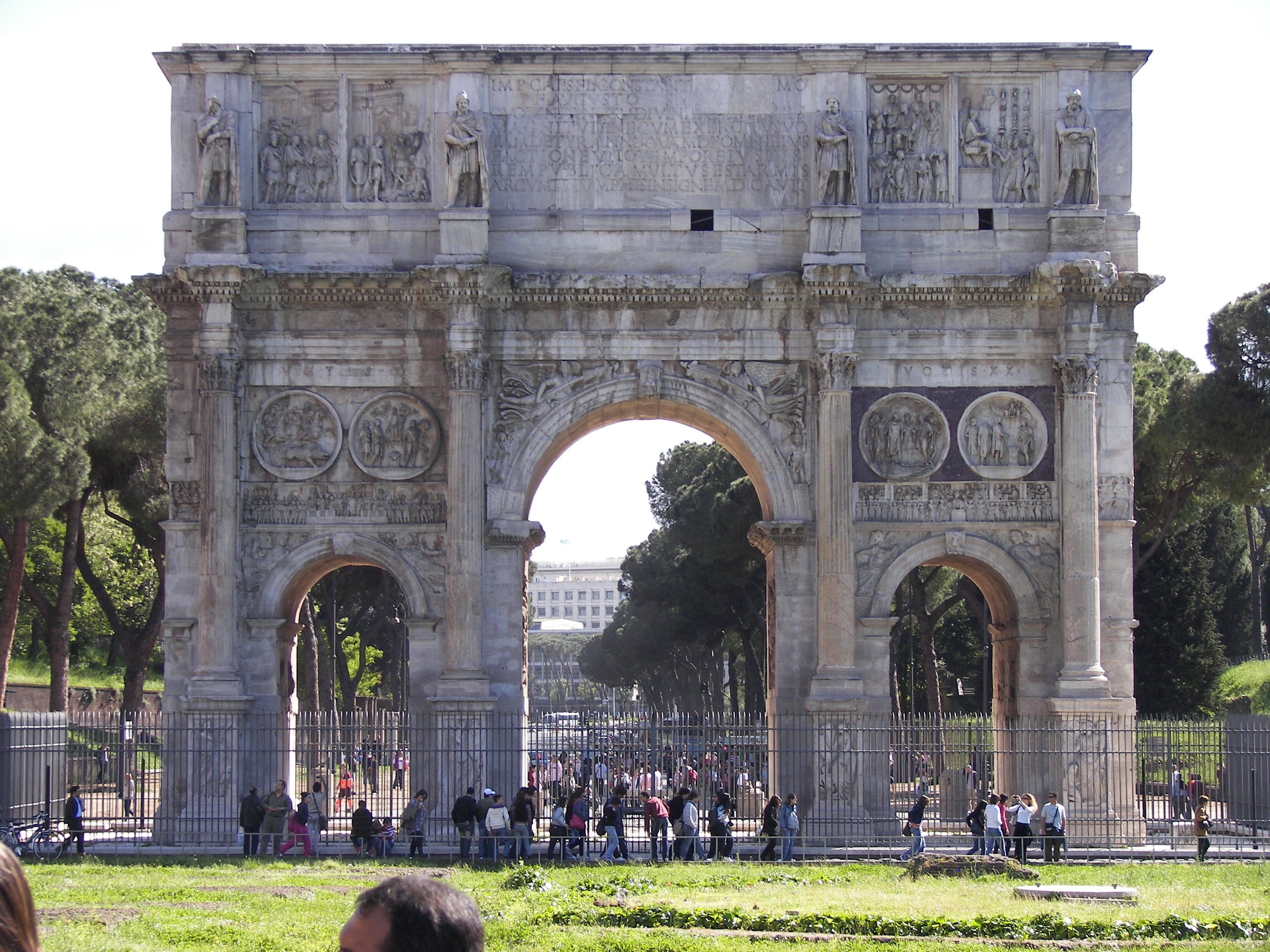
Arco de Constantino, em Roma

### Arcos do triunfo
Foram os romanos quem introduziram este tipo de monumento arquitetônico. O arco do triunfo era construído após vitórias em batalhas, para simbolizar e homenagear o triunfo do exército romano. Os arcos eram feitos inicialmente de madeira e possuíam as campanhas militares esculpidas nos baixos-relevos, além dos despojos dos vencidos. Atualmente existem cinco arcos de triunfo em Roma, representando os triunfos de Druso, Tito, Septímo Severo, Galiano e Constantino, todos em mármore.

### Casas
A típica casa romana, a domus, era mais modesta que os templos religiosos, mas também possuía uma organização particular. No centro das casas ficava o átrio, uma espécie de pátio interno, ao qual se acedia diretamente da rua pelo óstio. Compreendia o implúvio, que armazenava a água da chuva por meio de calhas dirigidas para o interior da casa. Como esse era localizado no centro da casa, os aposentos sociais ficavam nas laterais do átrio, e atrás, oposto a entrada, ficava o tablínio, espécie de escritório do chefe da casa. Esse modelo de casa foi muito comum durante o período republicano, sendo encontrado sobretudo nos vestígios arqueológicos de Pompeia. Além desse modelo, eram recorrentes também as insulas, que reuniam pequenas casas em um único prédio, como edifícios de apartamentos.

## Legado
Mesmo com o fim do Império Romano, a cultura deste povo perdurou e influenciou todo o mundo ocidental, desde a Idade Média até os dias de hoje. Na Europa dos séculos XI e XII, por exemplo, surgiu um movimento arquitetônico denominado "Românico", por se inspirar na arquitetura da Roma Antiga. O movimento foi impulsionado principalmente por Carlos Magno, que utilizou a cultura greco-romana como modelo para as oficinas da sua corte. As principais características da arquitetura românica são as abóbodas, os pilares maciços que as sustentam e as paredes espessas com aberturas estreitas usadas como janelas. A designação "Românico" surgiu no século XIX e significava "semelhante ao romano".

Catedral Santa Maria del Fiore, em Florença

A arquitetura renascentista também teve como principal fonte a cultura greco-romana. Os arquitetos deste movimento utilizaram e reinventaram elementos como as abóbodas e as cúpulas, sem deixar de seguir as ordens jônicas e coríntias. Leon Battista Alberti, por exemplo, projetou a igreja de Santo André, em Mântua, cuja entrada possui o formato do arco do triunfo romano. Os arcos triunfais também serviram de inspiração para Donato Bramante na projeção de palácios. A principal característica era a tríade de aberturas adornadas com arcos de volta inteira, sendo dois deles dispostos a uma mesma altura, com o central maior. Além de Bramante, outros arquitetos renascentistas também projetaram palácios. Um dos modelos mais seguidos pelo movimento era a ordem das colunas variando de acordo com o andar, sendo o térreo geralmente construído de acordo com a ordem toscana, uma variante da arquitetura romana, como já foi explicado acima.
Contudo, um caso emblemático da influência de Roma aconteceu em 1418, quando se tentava erigir a catedral Santa Maria del Fiore, em Florença, mas ninguém conseguia construir a cúpula. Abriu-se então um concurso de ideias para resolver o impasse, cujos ganhadores foram Lorenzo Ghiberti e Filippo Brunelleschi. Este último viajou até Roma, visitou o Panteão e se inspirou na sua cúpula em arco pleno para concluir a catedral florentina.
Com a arquitetura neoclássica no fim do século XVIII, a cultura greco-romana foi novamente retomada, discutida e reinventada, e até hoje o estilo neo-clássico está presente. Roma serviu e serve ainda hoje de exemplo e fonte para arquitetos dos mais variados estilos e podemos ver sua influência em inúmeras construções atuais. Além disso, muitos monumentos erguidos na Roma Antiga até hoje permanecem de pé, como o Coliseu, o Panteão, a Ponte de Trajano, as arenas de Arles e de Nîmes, os aquedutos e as estradas, como a Via Ápia.

## Exemplos da arquitetura romana

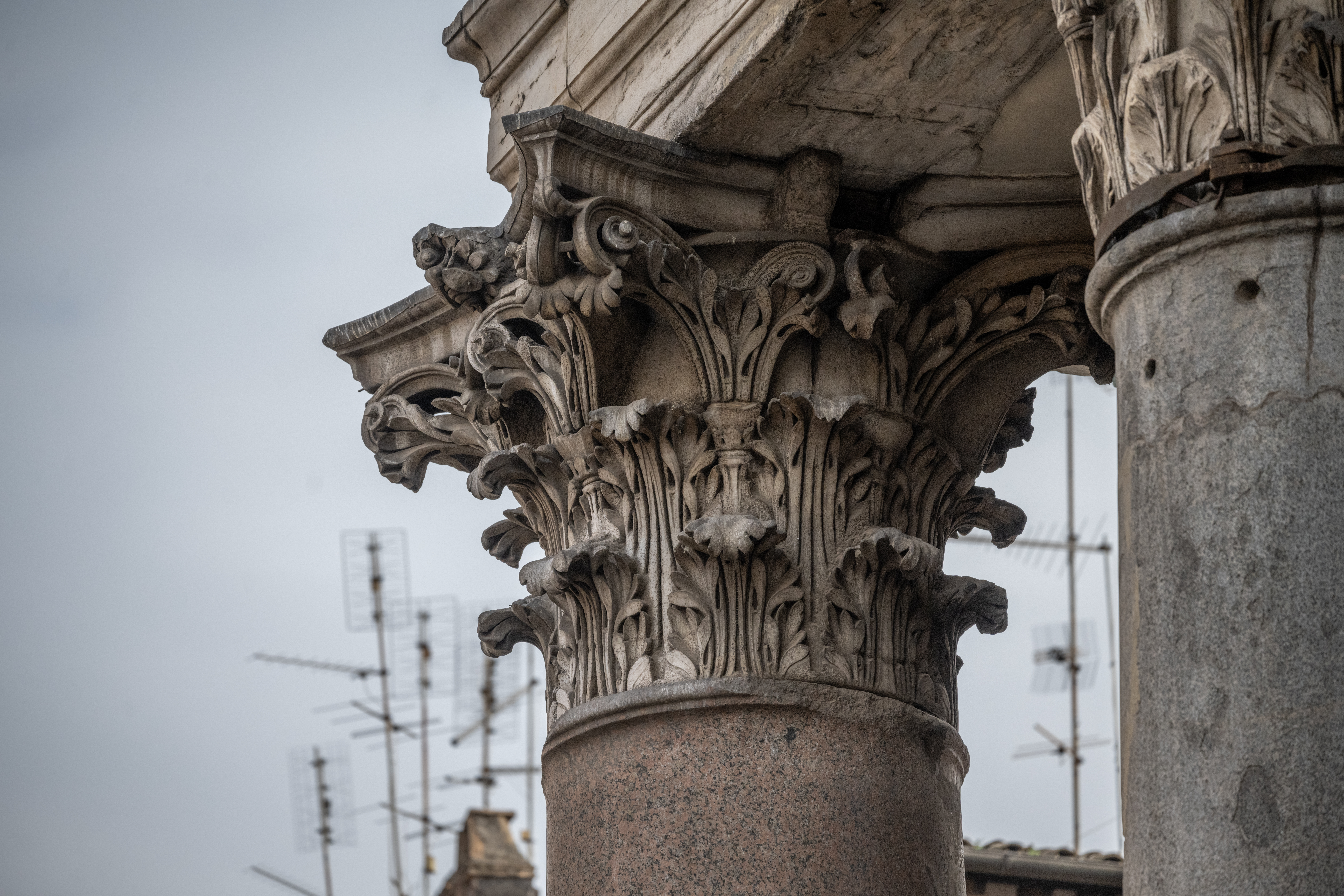
Capitel coríntio
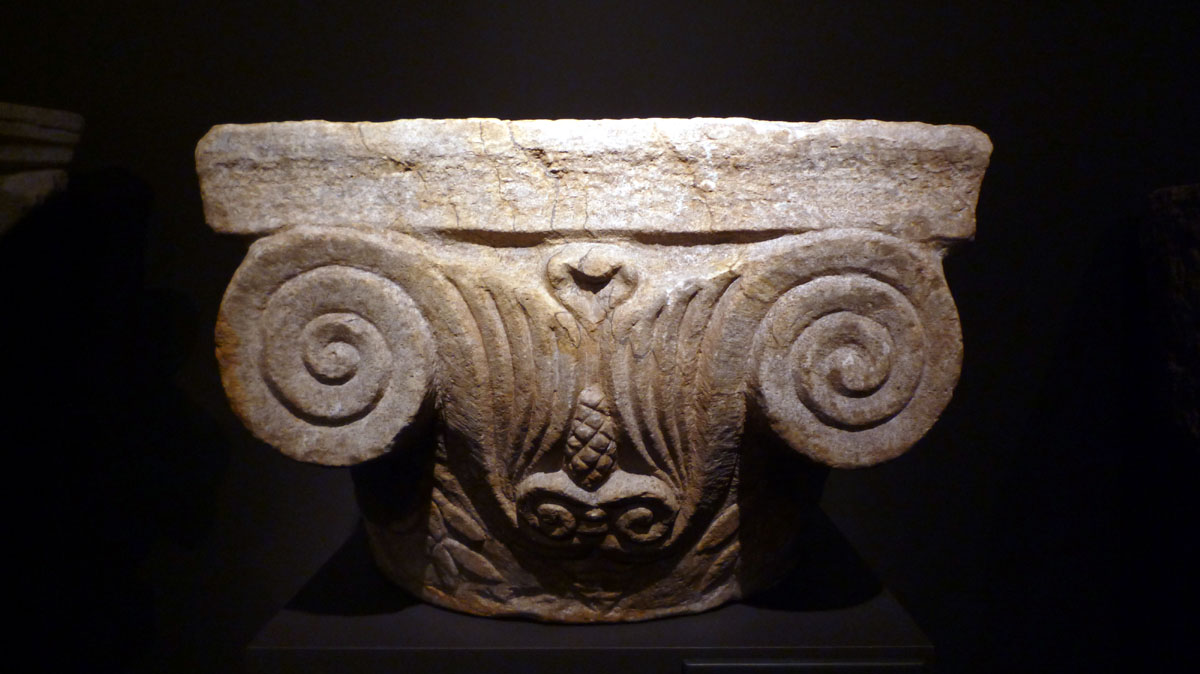
Estilo jônico
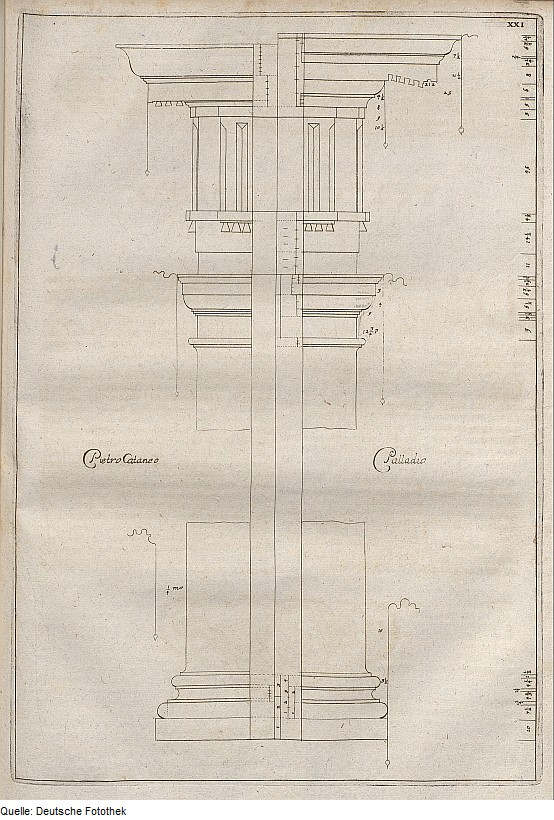
Estilo dórico
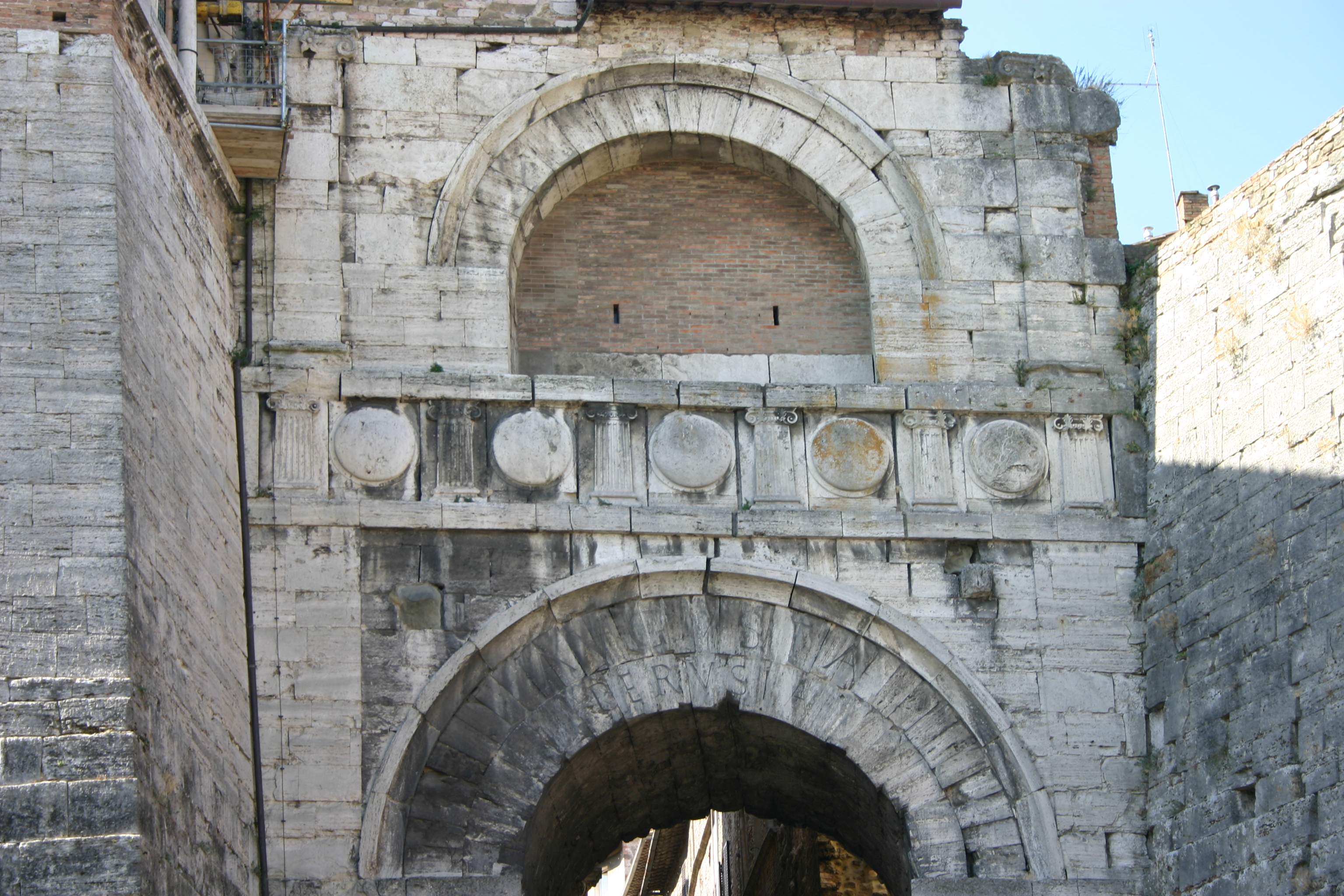
Porta Augusta de Perugia
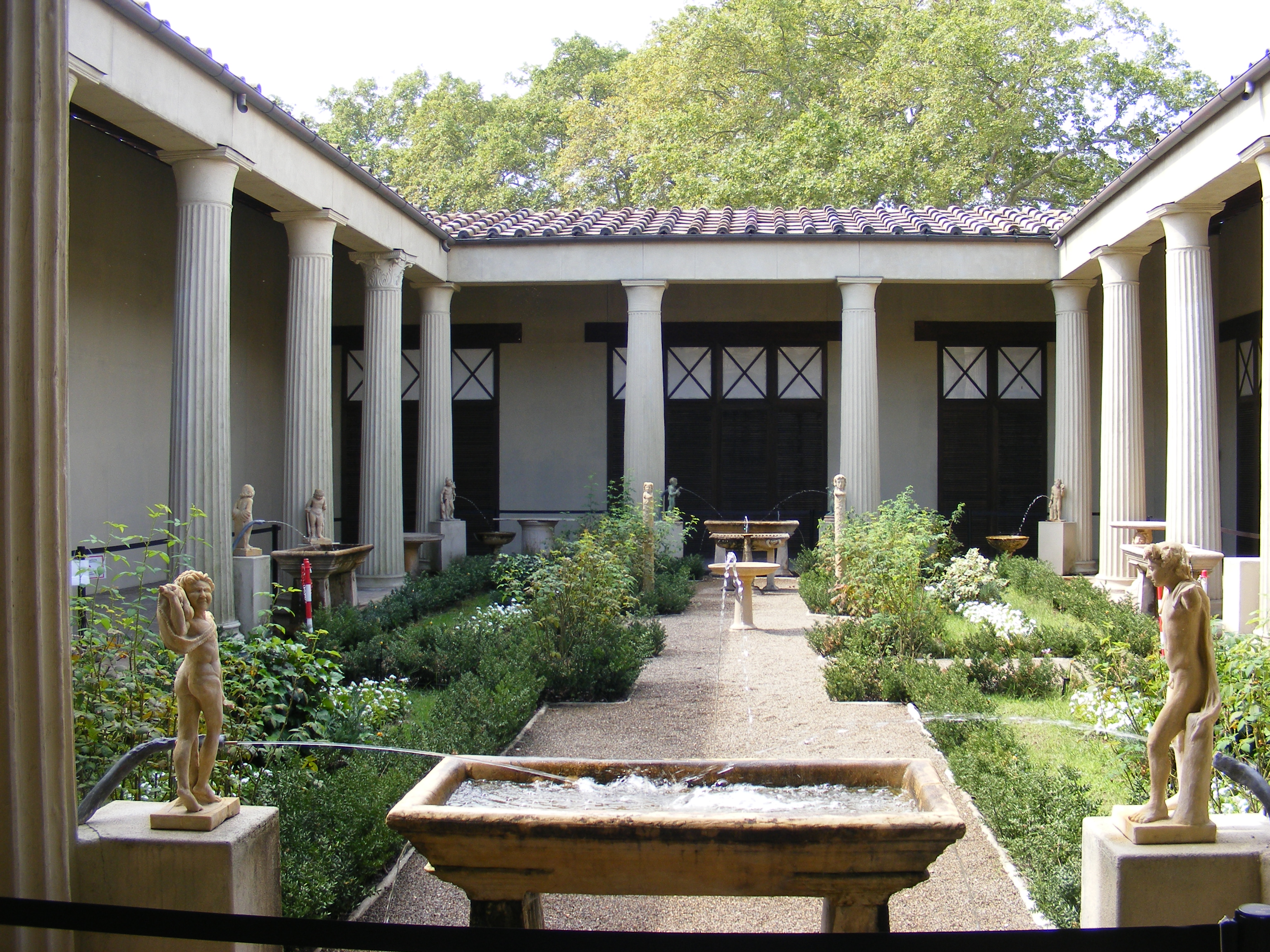
Átrio da Casa dos Vettii  em Pompeia (reconstrução)

Coliseu, Roma
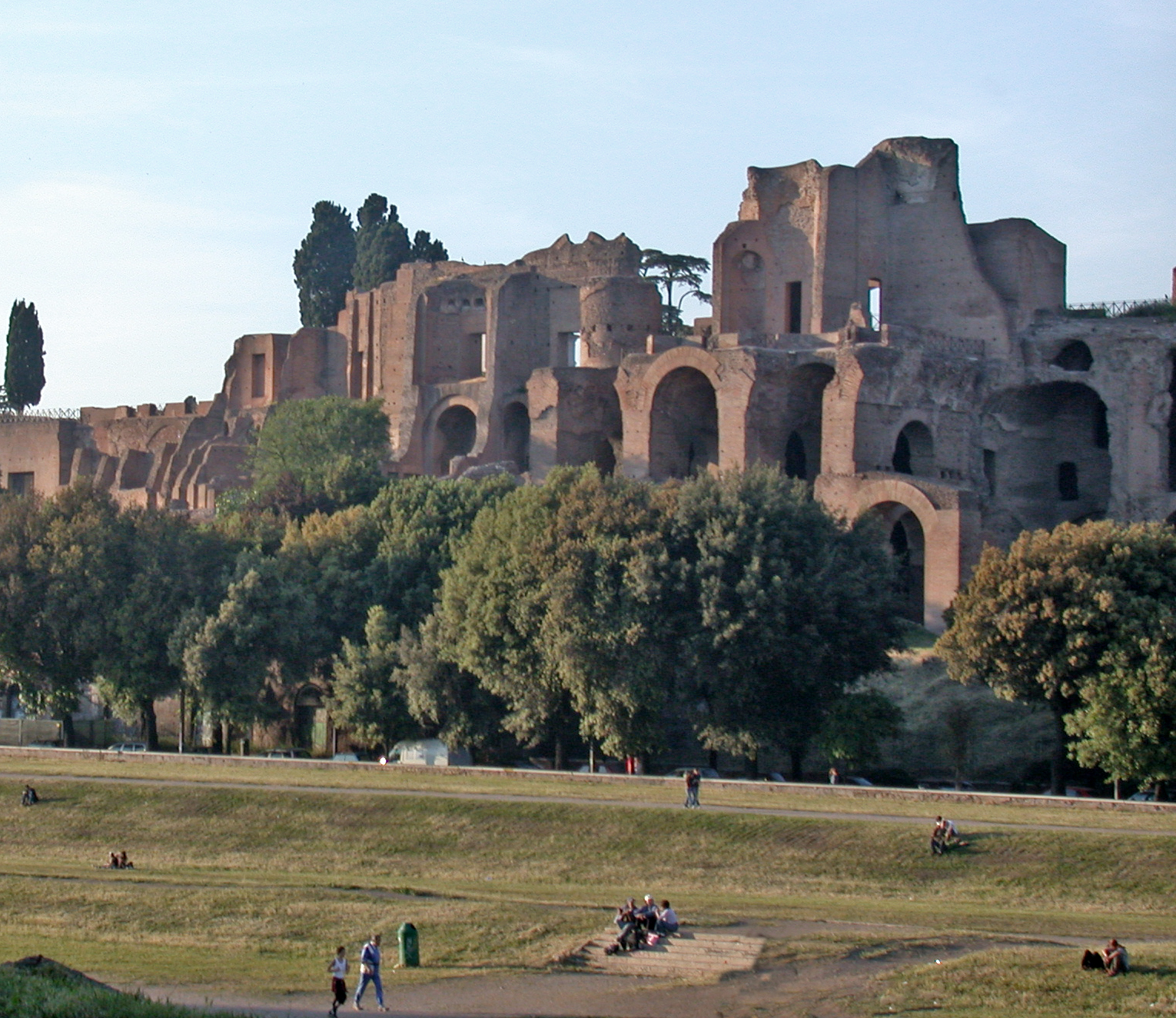
Palatino, Roma
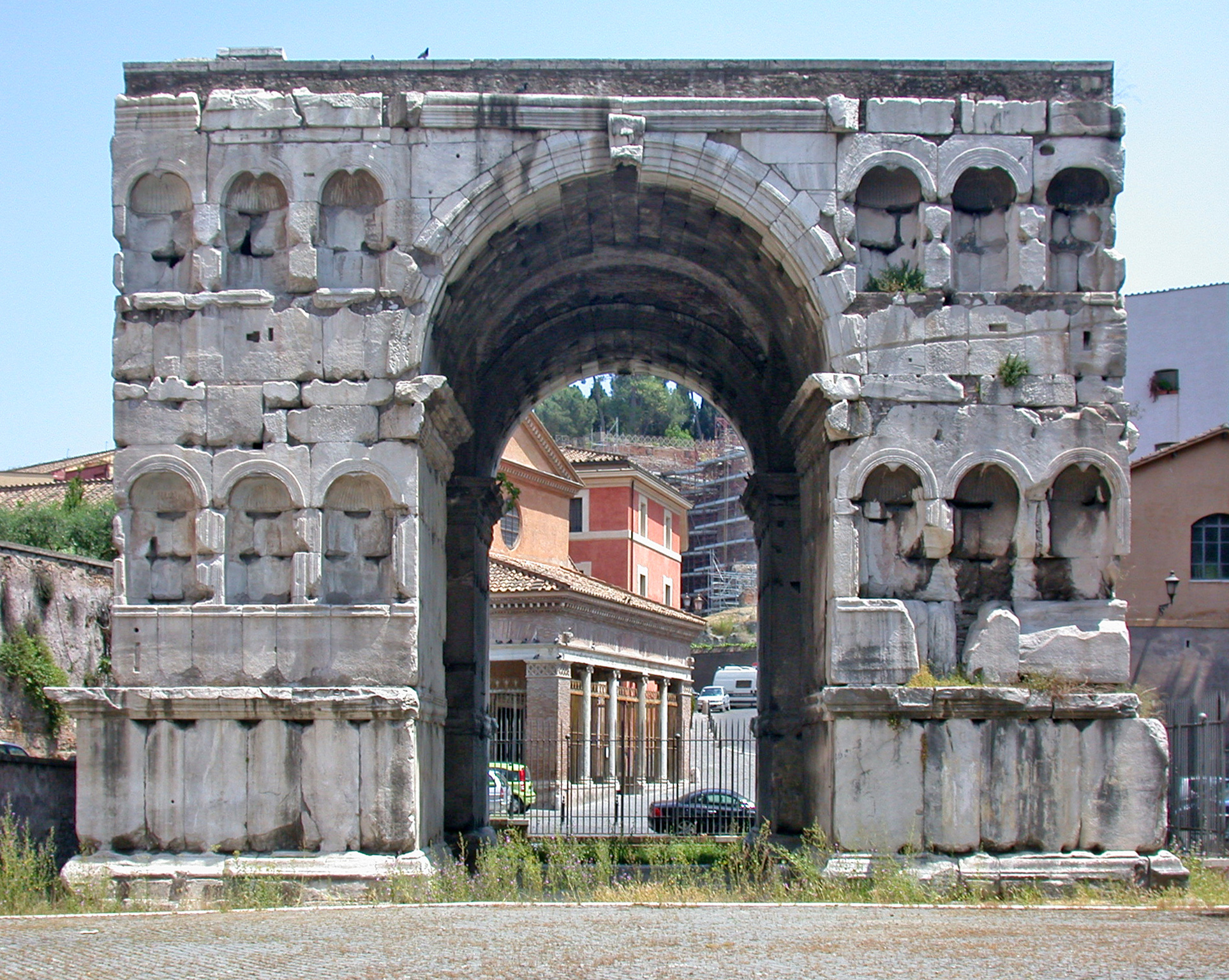
Arco de Jano
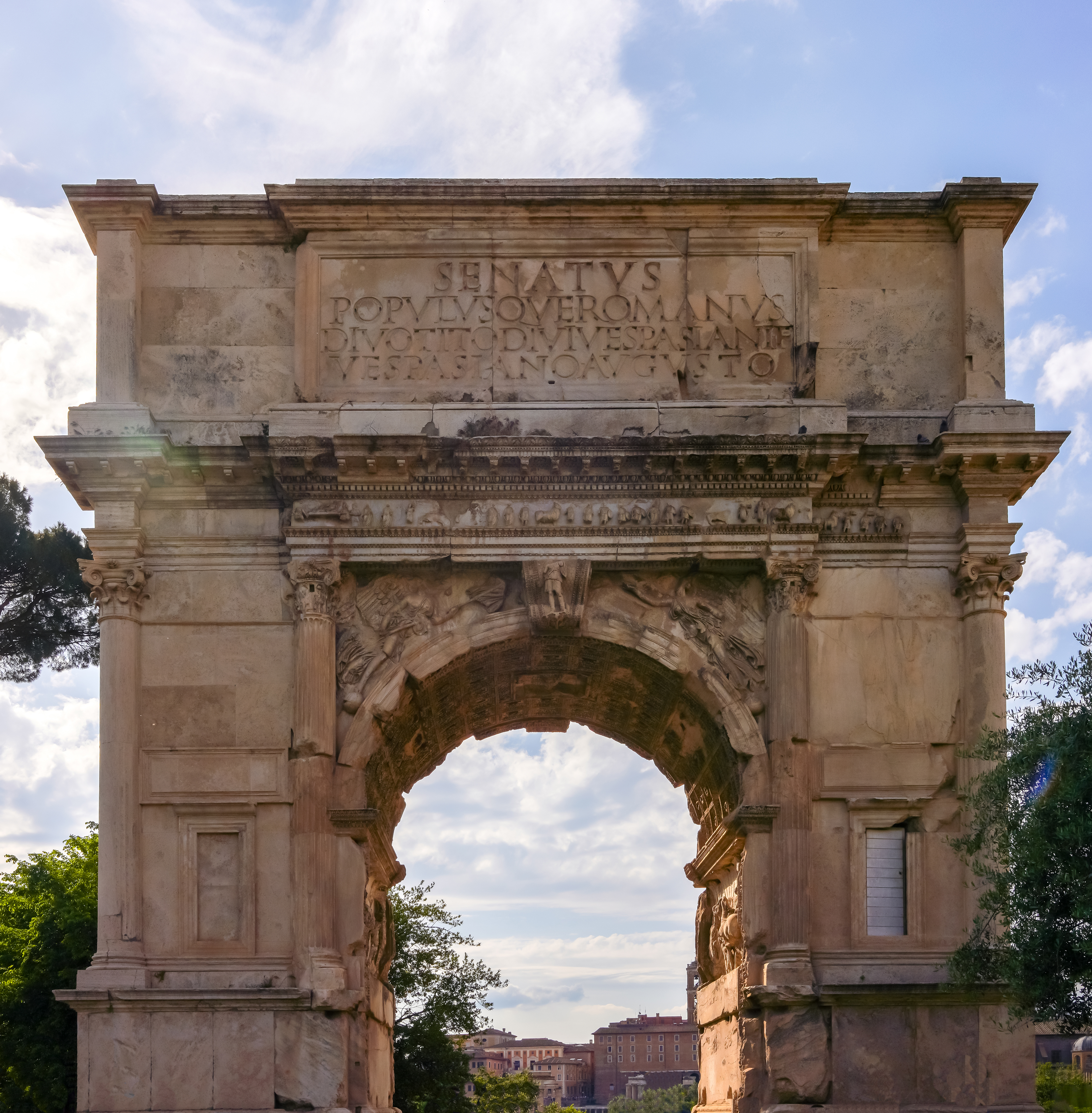
Arco de Tito
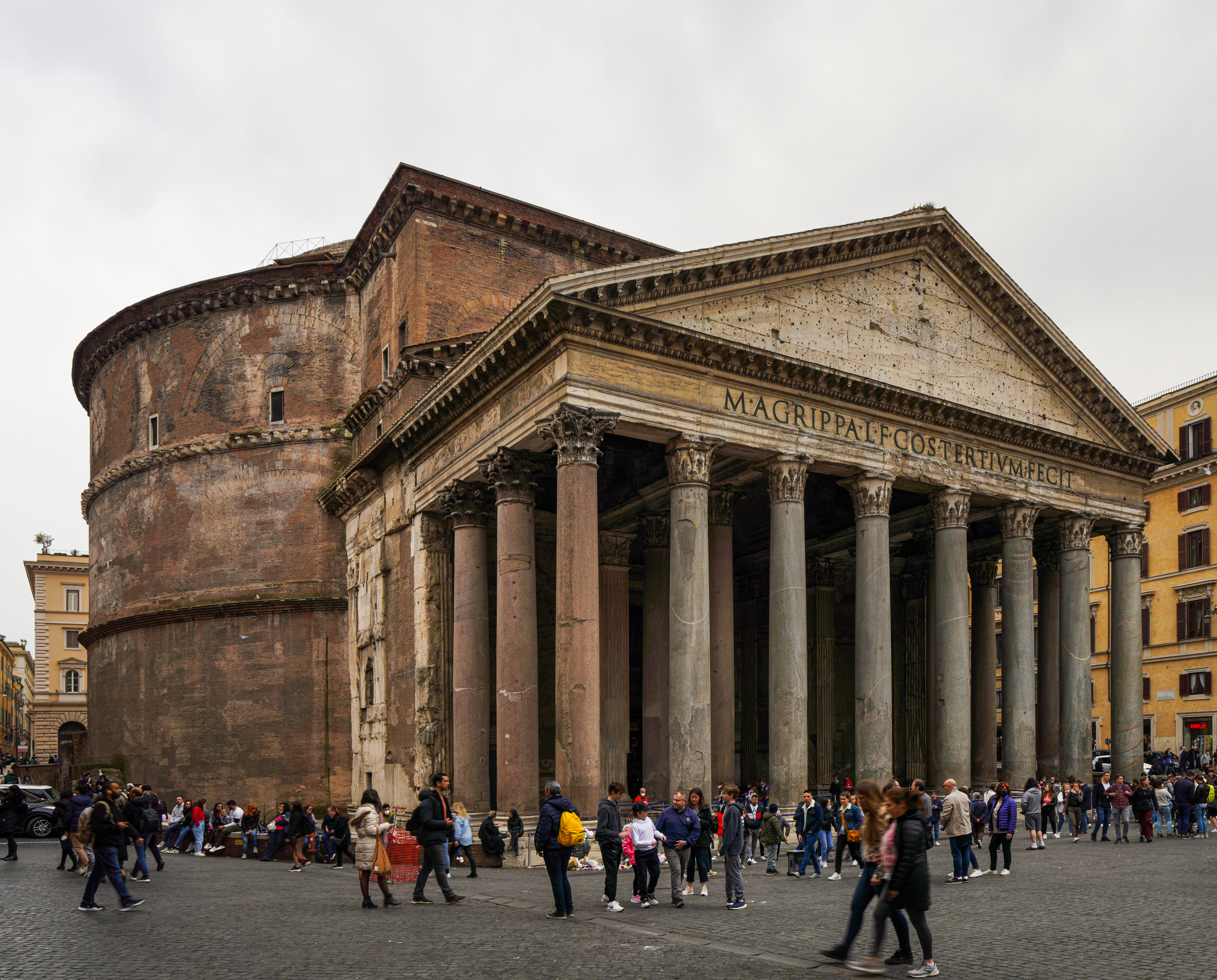
Panteão, Roma

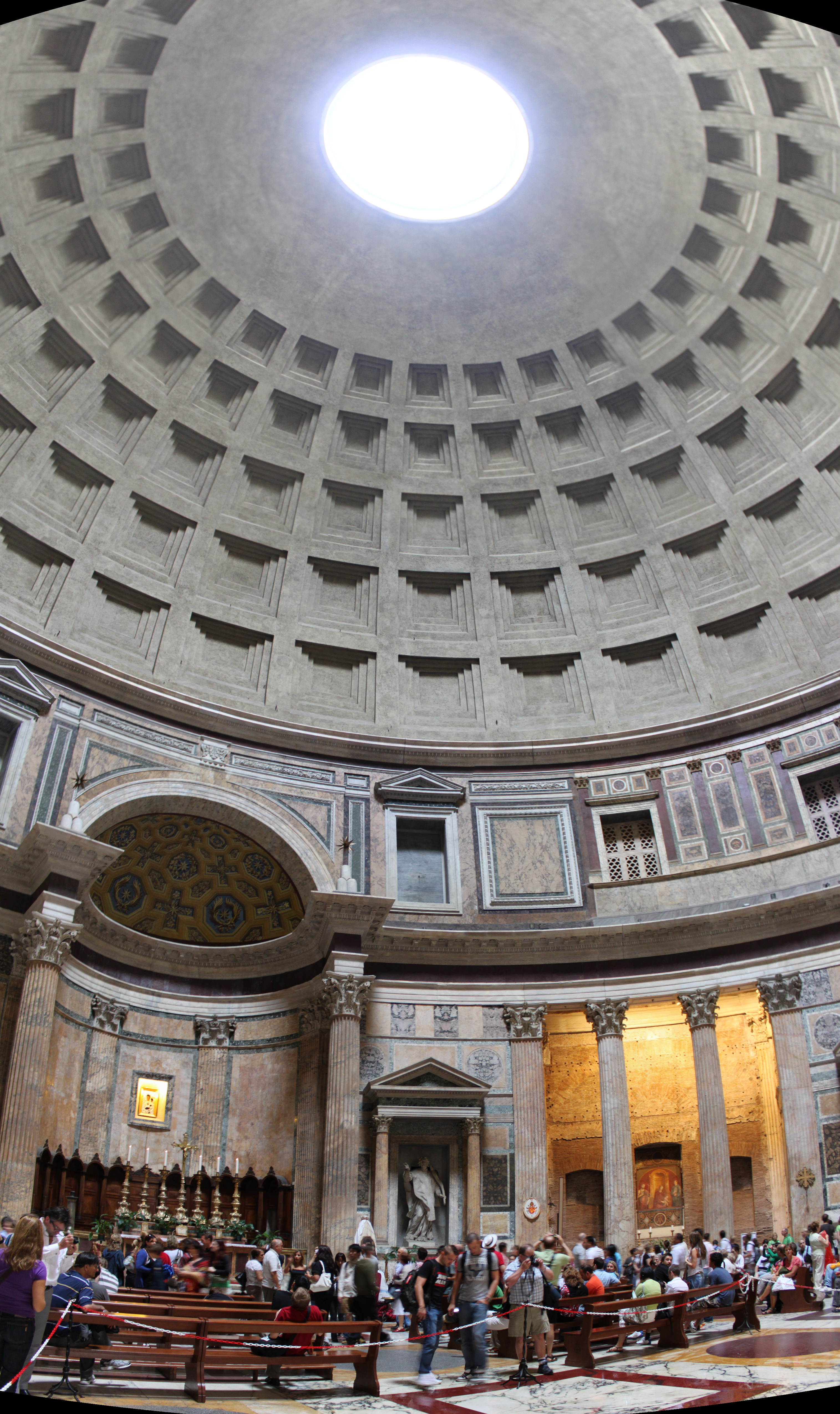
Panteão, Roma
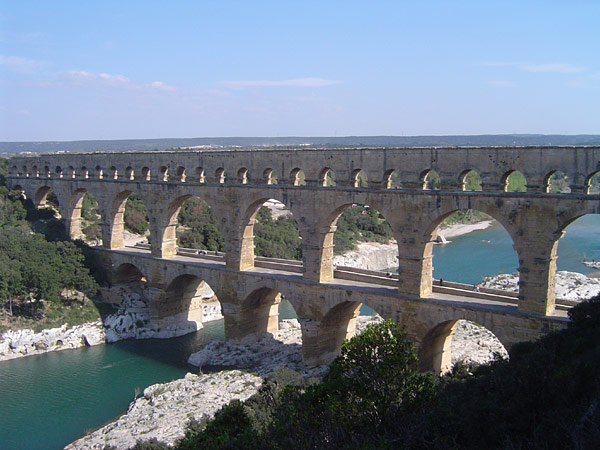
Pont du Gard, França
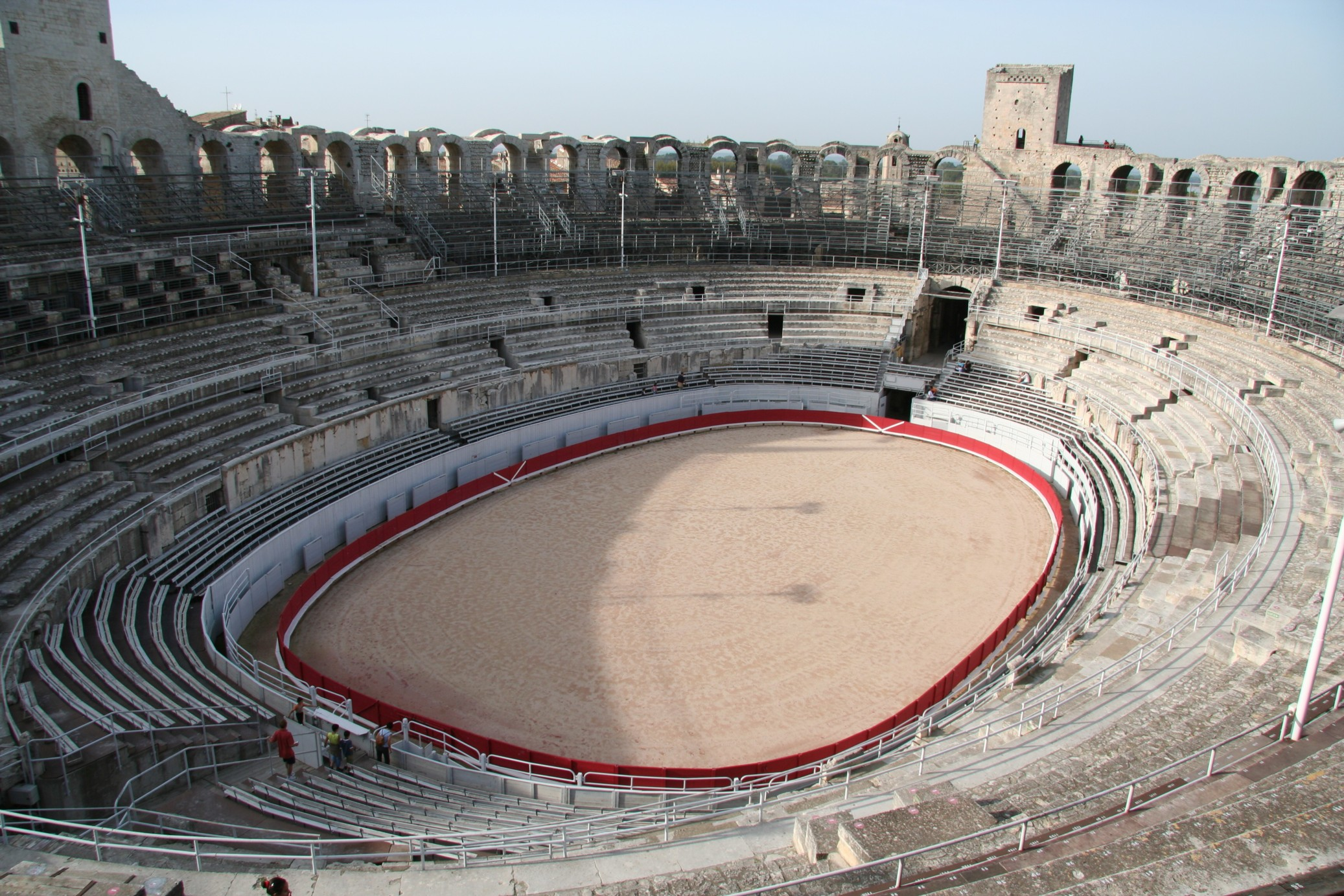
Arena de Arles, França
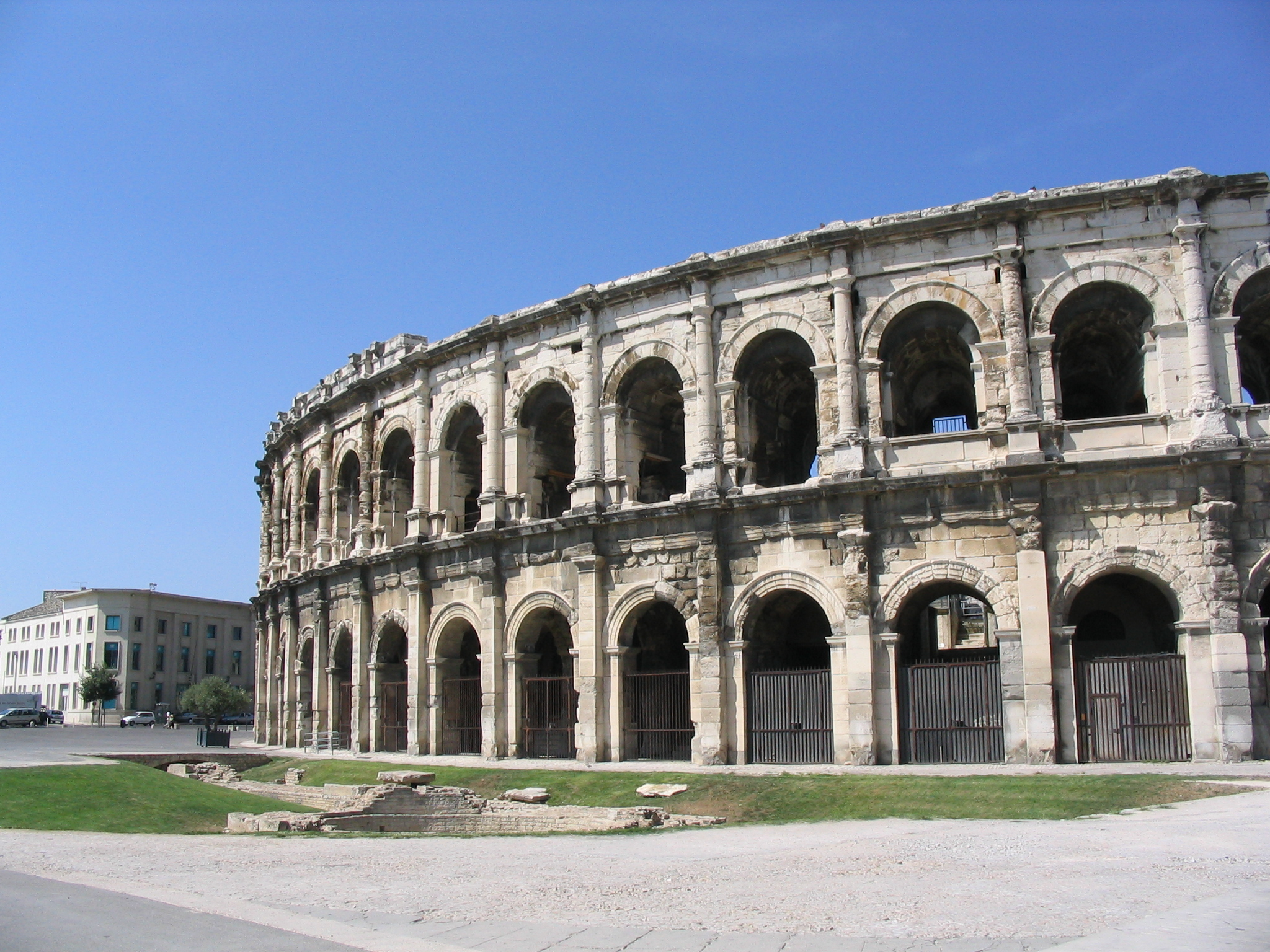
Arena de Nîmes, França

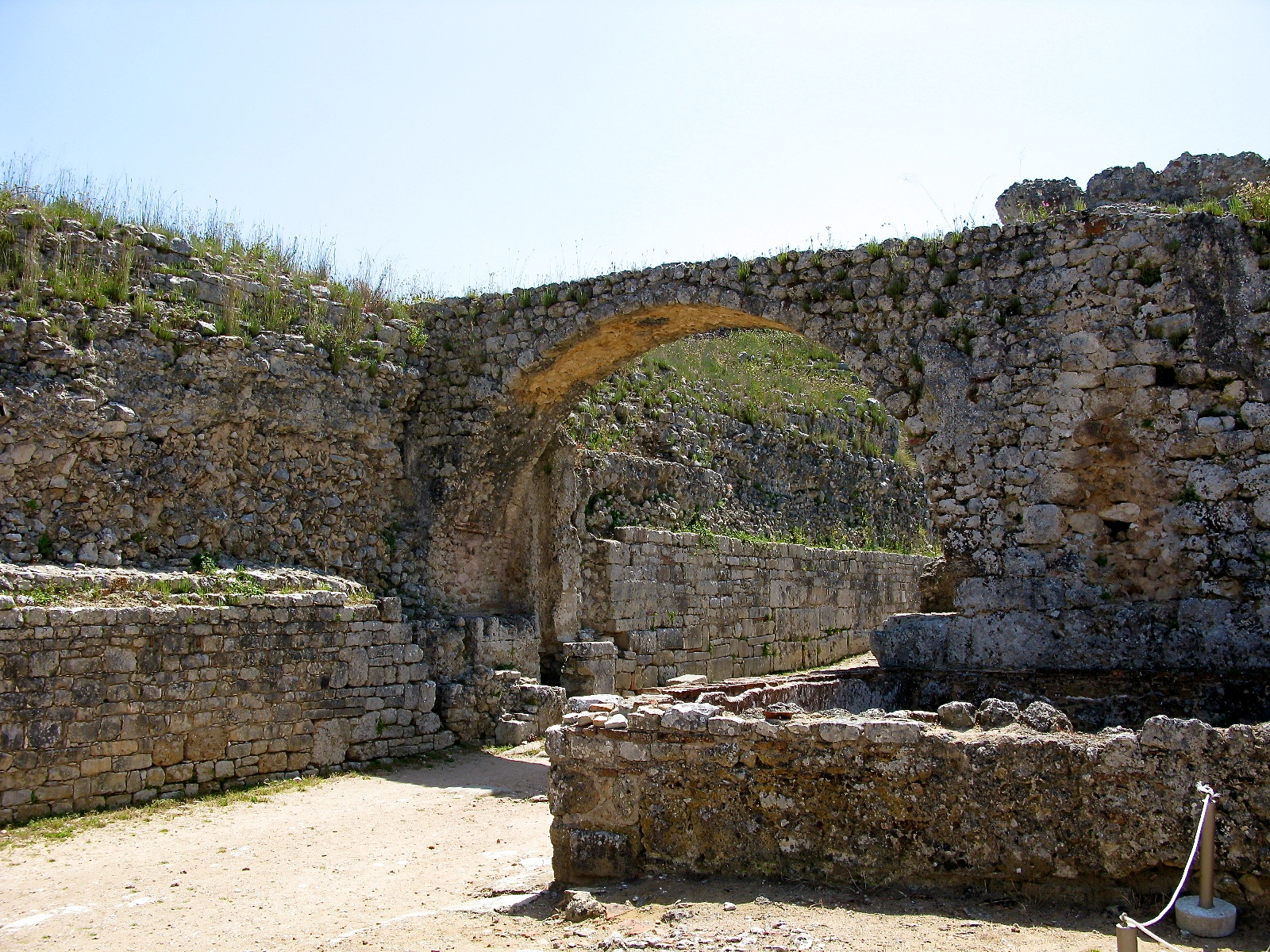
Aqueduto romano de Conímbriga, Portugal
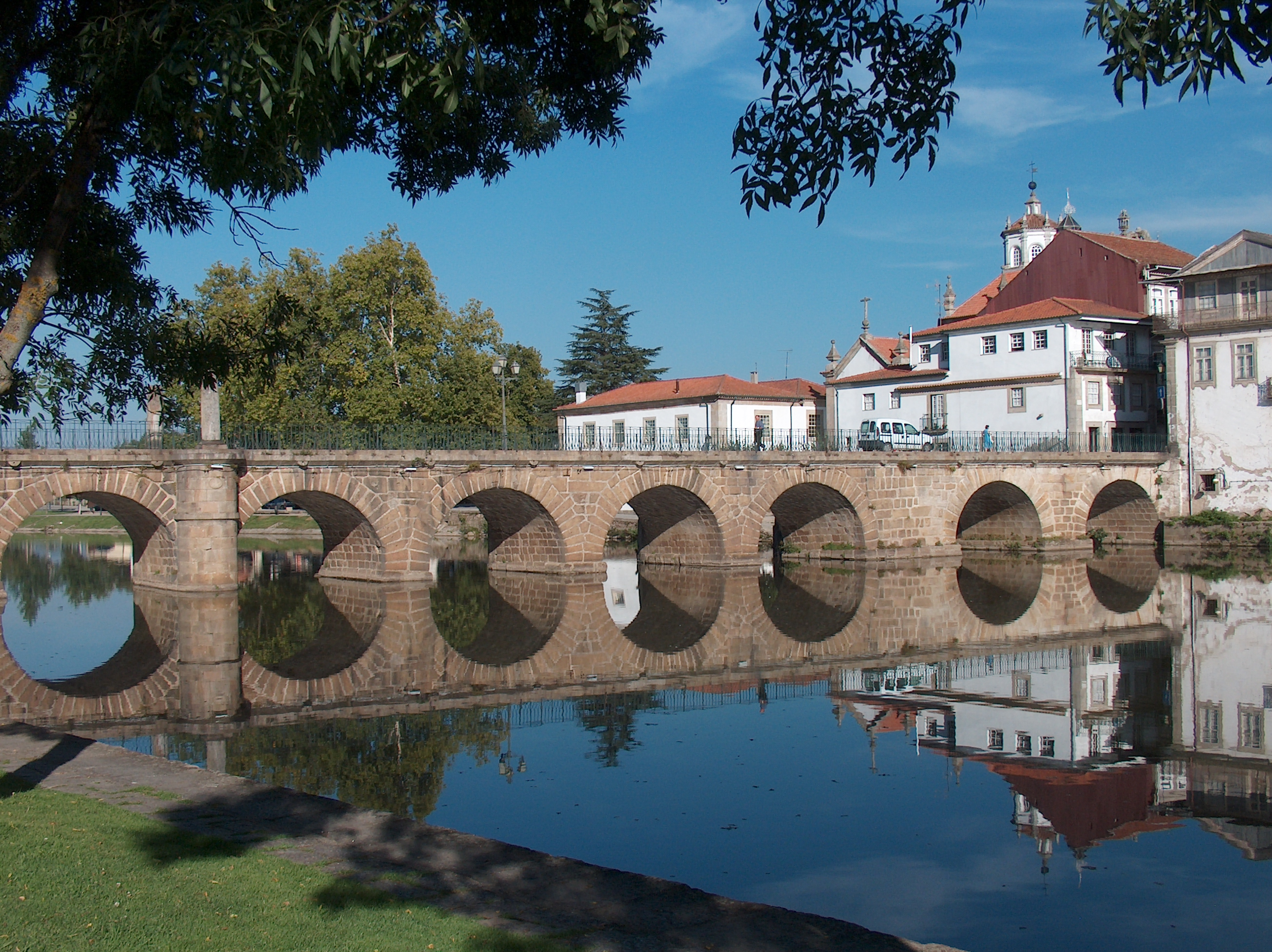
Ponte de Trajano, em Chaves, Portugal

## Visão geral
Apesar do aperfeiçoamento das técnicas construtivas, os romanos mantiveram a influência da arquitetura grega, notadamente no uso de colunas sustentadas por vigas e na preferência por tetos robustos. A persistência das ordens clássicas nos edifícios públicos romanos manifesta-se principalmente em sua aplicação com função decorativa. Ainda que inspirados pelos modelos helênicos, os romanos empregaram esses elementos com relativa liberdade, sem aderir estritamente à estética grega. 
A primeira inovação técnico-construtiva significativa na Roma Antiga ocorreu entre os séculos II e III a.C., com a introdução do concreto (opus caementicium), que passou a ser empregado como complemento ou substituto da pedra e do tijolo nas construções. Ao longo do tempo, edificações de maior complexidade formal passaram a incorporar grandes colunas que sustentavam arcos amplos e cúpulas, refletindo o domínio progressivo das técnicas construtivas. A plasticidade do concreto permitiu maior liberdade no tratamento das formas arquitetônicas, favorecendo o uso de colunas alinhadas ao longo de paredes estruturais com finalidade estritamente decorativa(colunatas). Em construções de menor escala, o concreto possibilitou a eliminação de diversas paredes internas de caráter estrutural, resultando em plantas mais abertas e ambientes com maior fluidez espacial.

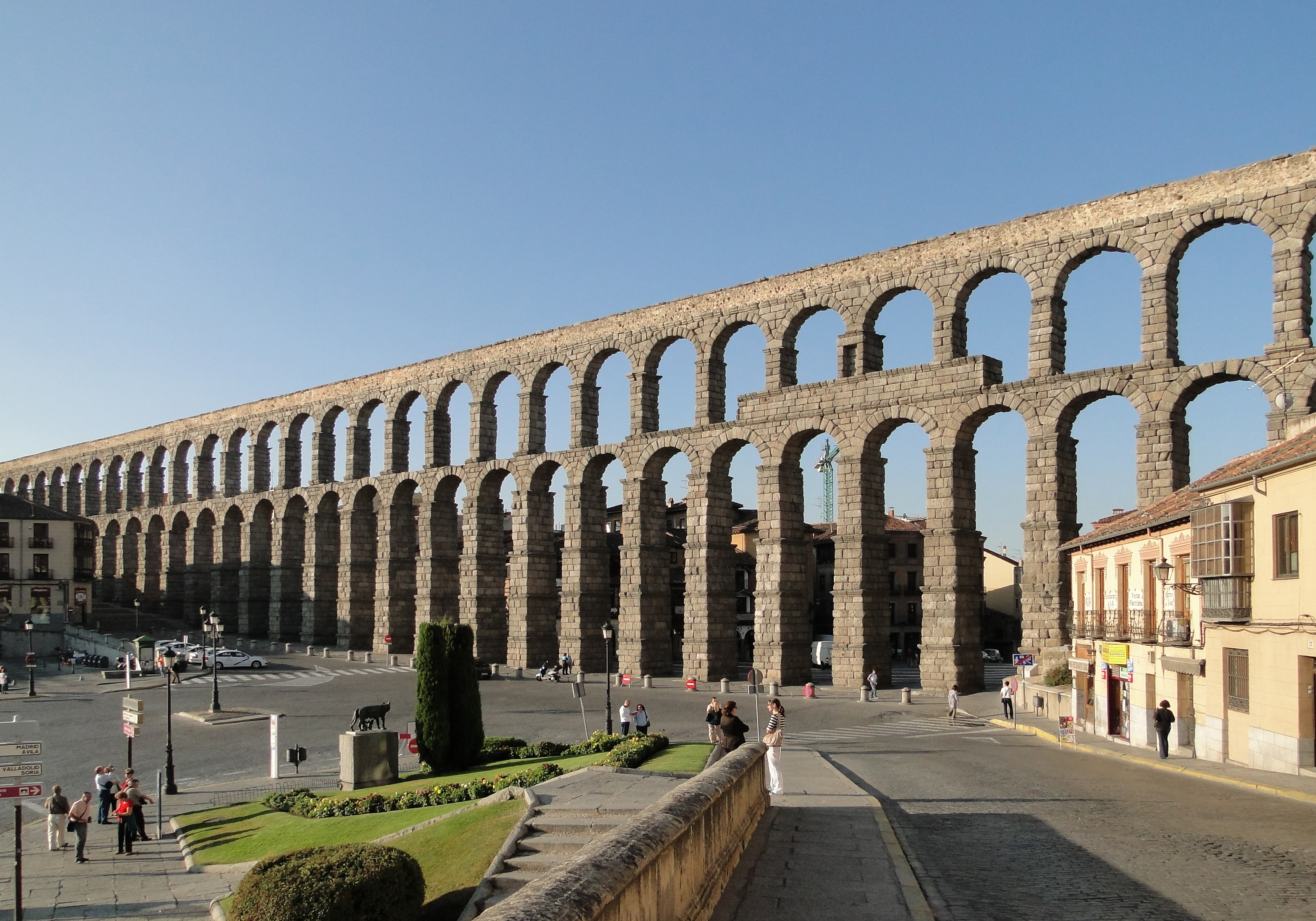
Aqueduto de Segóvia (século I d.C.), Espanha

O enriquecimento e o adensamento populacional progressivo contribuíram para que os romanos desenvolvessem soluções arquitetônicas próprias. O uso de abóbadas e arcos, aliado a um vasto conhecimento sobre materiais construtivos, permitiu significativos avanços nas obras de infraestrutura pública. Entre os principais exemplos, destacam-se os aquedutos de Roma, as termas de Diocleciano e Caracala, as basílicas e o Coliseu, cujos modelos foram reproduzidos em menor escala nas principais cidades do Império. Algumas dessas estruturas ainda permanecem preservadas, como as muralhas de Lugo, na antiga província da Hispânia Tarraconense, atualmente localizadas no norte da Espanha. A complexa estrutura administrativa e a ampla disponibilidade de recursos econômicos do Império viabilizaram a realização de projetos arquitetônicos de grande porte, inclusive em regiões periféricas, frequentemente utilizando mão de obra escrava, tanto qualificada quanto não qualificada.
A arquitetura romana, especialmente durante o período imperial, desempenhou um papel relevante na afirmação do poder político, tanto do Estado quanto de seus líderes. Durante o reinado do imperador Adriano (117–138 d.C.), a arquitetura atingiu um elevado grau de sofisticação, evidenciado pela reconstrução do Panteão em sua forma atual e pela edificação da Muralha de Adriano, no norte da Grã-Bretanha, estruturas que simbolizavam o alcance e o domínio do Império Romano.

### Origens
Embora tenham sido precedidos pelos etruscos em certas técnicas construtivas, como o uso do arco, os romanos desenvolveram uma arquitetura própria, incorporando elementos diversos. Tornaram-se particularmente reconhecidos pela assimilação da arquitetura grega e das ordens clássicas — dórica, jônica e coríntia. Essa influência manifestou-se inicialmente por meio do contato com as colônias da Magna Graecia, no sul da Península Itálica, e também por meio da mediação etrusca, influenciada culturalmente pelos gregos. Posteriormente, com a conquista da Grécia no século II a.C., os romanos passaram a ter acesso direto a obras representativas da arquitetura helenística e clássica. Essa influência pode ser observada em diversos aspectos, como a introdução do triclinium (sala de jantar), presente em algumas villas romanas. Além disso, cidadãos gregos foram amplamente empregados em funções especializadas, sobretudo durante a intensa expansão da construção civil no início do período imperial.

### Revolução arquitetônica romana

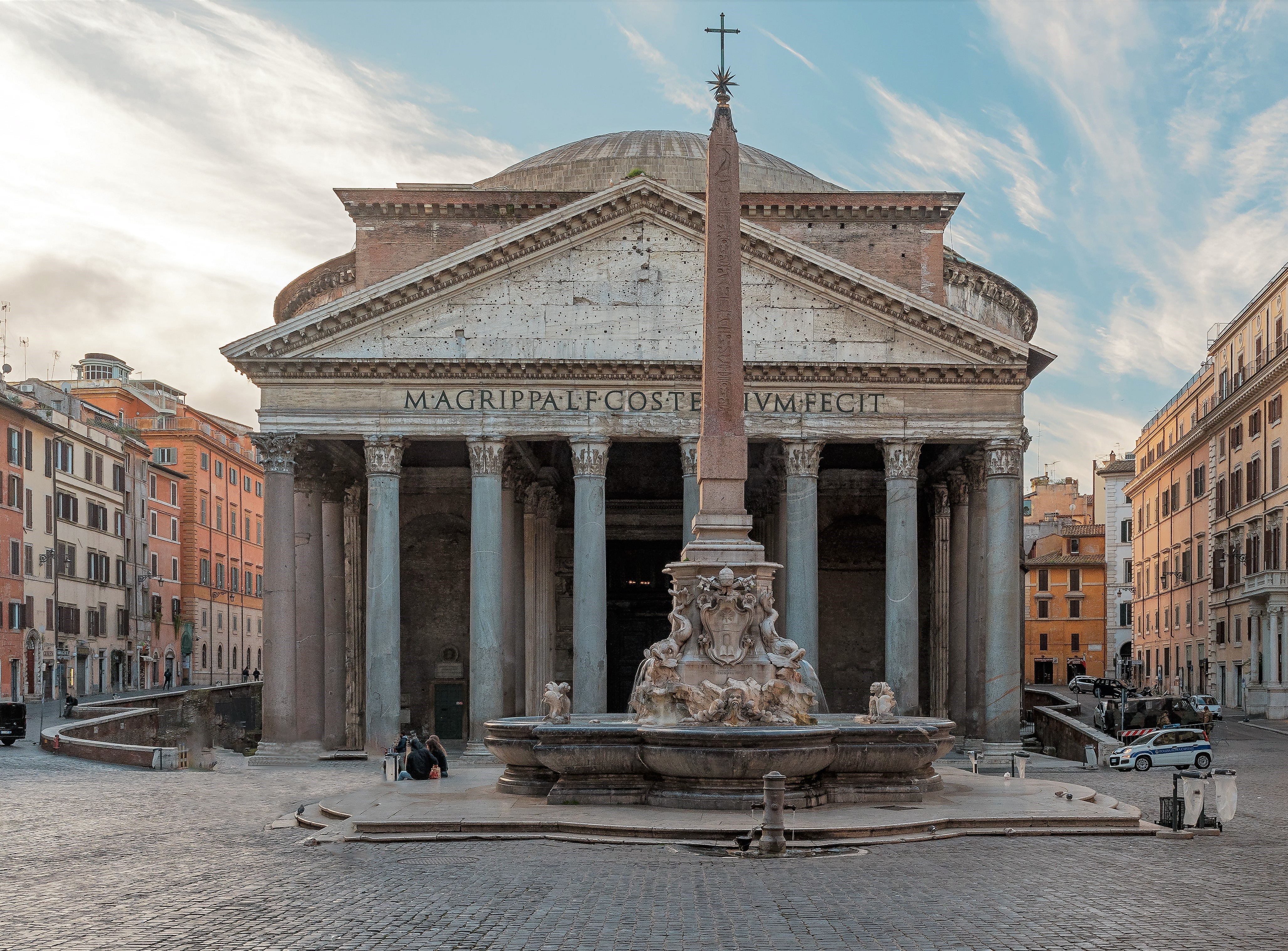
O Panteão Romano

A chamada revolução arquitetônica romana, também conhecida como “revolução do concreto”, refere-se à adoção sistemática e em larga escala de técnicas construtivas até então raramente utilizadas, como o uso de arcos, abóbadas e cúpulas. Essa transformação foi possibilitada pelo domínio do opus caementicium (concreto romano), permitindo a execução de projetos mais ambiciosos em termos estruturais e espaciais. Pela primeira vez na história da arquitetura, esses elementos foram amplamente explorados em obras de engenharia, edificações públicas, templos e fortificações. Entre os principais exemplos destacam-se templos, teatros, anfiteatros, pontes, aquedutos, barragens, termas, circos, cúpulas monumentais e portos. O arquiteto e teórico Gottfried Semper descreveu a arquitetura romana como “a ideia de dominação mundial expressa em pedra”.
Um dos fatores cruciais para o desenvolvimento da arquitetura romana, especialmente em sua vertente monumental, foi a invenção do concreto romano, conhecido como opus caementicium. Esse material permitiu uma liberdade formal e espacial até então inviável com os materiais construtivos tradicionais, como a pedra e o tijolo.
O uso do concreto possibilitou a construção de aquedutos durante o Império Romano, como o aqueduto de Segóvia, a Ponte do Gard e os onze aquedutos que abasteciam Roma. Além disso, essa técnica permitiu a edificação de diversas pontes, algumas das quais permanecem em uso até os dias atuais, entre elas a Ponte Romana de Mérida, na Espanha, a Ponte Júlio e a ponte romana de Vaison-la-Romaine, ambas localizadas na Provença, França.
O desenvolvimento da técnica da cúpula permitiu a construção abóbadas, criando grandes espaços cobertos sem a necessidade de vigas intermediárias, possibilitando a criação de ambientes públicos amplos, como banhos públicos e basílicas. Exemplos notáveis dessa aplicação incluem o Panteão de Adriano e as termas de Diocleciano e de Caracala, todos situados em Roma.
Os romanos herdaram o uso do arco dos povos etruscos. A inovação romana consistiu no emprego de arcos apoiados diretamente sobre colunas, prática registrada a partir do século I d.C. Essa técnica foi posteriormente adotada de forma generalizada nas arquiteturas medieval ocidental, bizantina e islâmica.

### Cúpulas

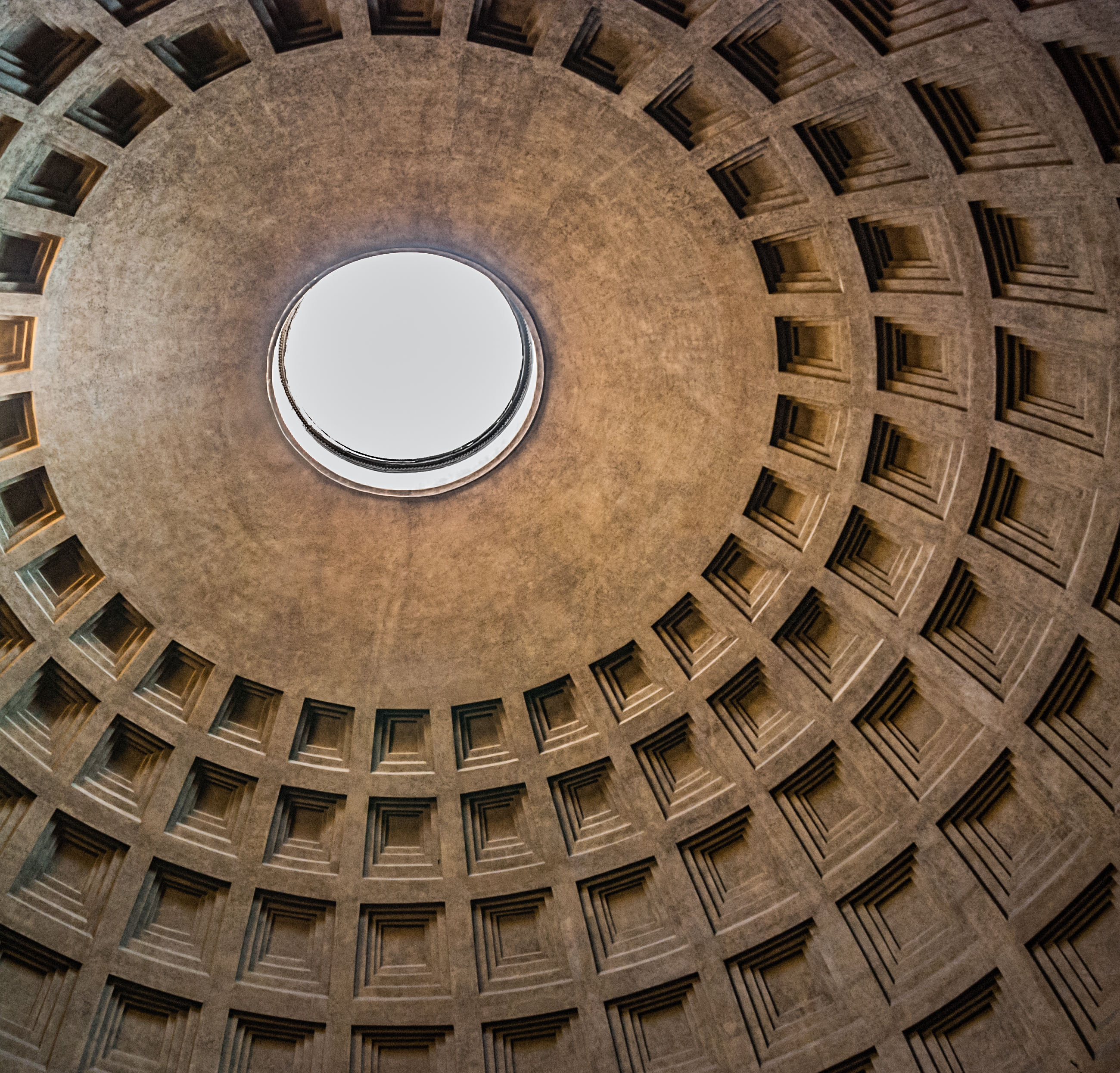
A cúpula do Panteão, vista interna

Na história da arquitetura ocidental, os romanos foram os primeiros construtores a reconhecer o potencial das cúpulas na criação de espaços internos amplos e bem definidos. As cúpulas foram empregadas em diversos tipos de edifícios romanos, como templos, termas, palácios e mausoléus, sendo posteriormente incorporadas às igrejas cristãs. As semicúpulas também se tornaram elementos arquitetônicos recorrentes, adotadas como absides na arquitetura sacra cristã.
As cúpulas monumentais começaram a surgir no século I a.C. em Roma e nas províncias do Império Romano ao redor do Mar Mediterrâneo. Juntamente com as abóbadas, elas substituíram gradualmente o sistema arquitetônico tradicional baseado em colunas e arquitraves. O desenvolvimento do concreto romano (opus caementicium) facilitou significativamente a construção dessas estruturas, marcando o que é denominado a revolução arquitetônica romana. As dimensões dessas cúpulas permaneceram incomparáveis até a introdução das estruturas de aço no final do século XIX (ver Lista das maiores cúpulas do mundo).